# PETRA
Pour les articles homonymes, voir Petra.
PETRA (acronyme de l'anglais Positron–electron tandem ring accelerator, « Accélérateur en tandem positron-électron ») est l'un des accélérateurs de particules du laboratoire national allemand DESY à Hambourg, en Allemagne. Au moment de sa construction, il s’agissait du plus grand anneau de stockage de ce type et il reste le deuxième plus grand synchrotron de DESY après HERA. L’objectif initial de PETRA était la recherche en physique des particules élémentaires. De 1978 à 1986, il a été utilisé pour étudier les collisions électron-positon avec les quatre expériences JADE, MARK-J, PLUTO et TASSO. La découverte du gluon, particule porteuse de la force nucléaire forte, par la collaboration TASSO en 1979 est considérée comme l’un des plus grands succès. PETRA était capable d’accélérer les électrons et les positrons jusqu'à 19 GeV.
Les recherches menées à PETRA ont conduit à une utilisation internationale accrue des installations de DESY. Des scientifiques de Chine, de France, d’Israël, des Pays-Bas, de Norvège, du Royaume-Uni et des États-Unis ont participé aux premières expériences de PETRA aux côtés de nombreux collègues allemands.

## PETRA II
En 1990, l’installation a été remise en service sous le nom de PETRA II en tant que pré-accélérateur de protons et d’électrons/positrons pour le nouvel accélérateur de particules HERA. En mars 1995, PETRA II a été équipé d’ondulateurs permettant de créer de plus grandes quantités de rayonnement synchrotron avec des énergies plus élevées, en particulier dans la partie rayons X du spectre. PETRA II alimentait le Laboratoire de rayonnement synchrotron de Hambourg (Hamburg Synchrotron Radiation Laboratory, HASYLAB) à DESY en tant que source de rayonnement synchrotron de haute énergie dans trois zones d’expérimentation. Dans PETRA II, les positrons étaient accélérés jusqu’à 12 GeV.

## PETRA III

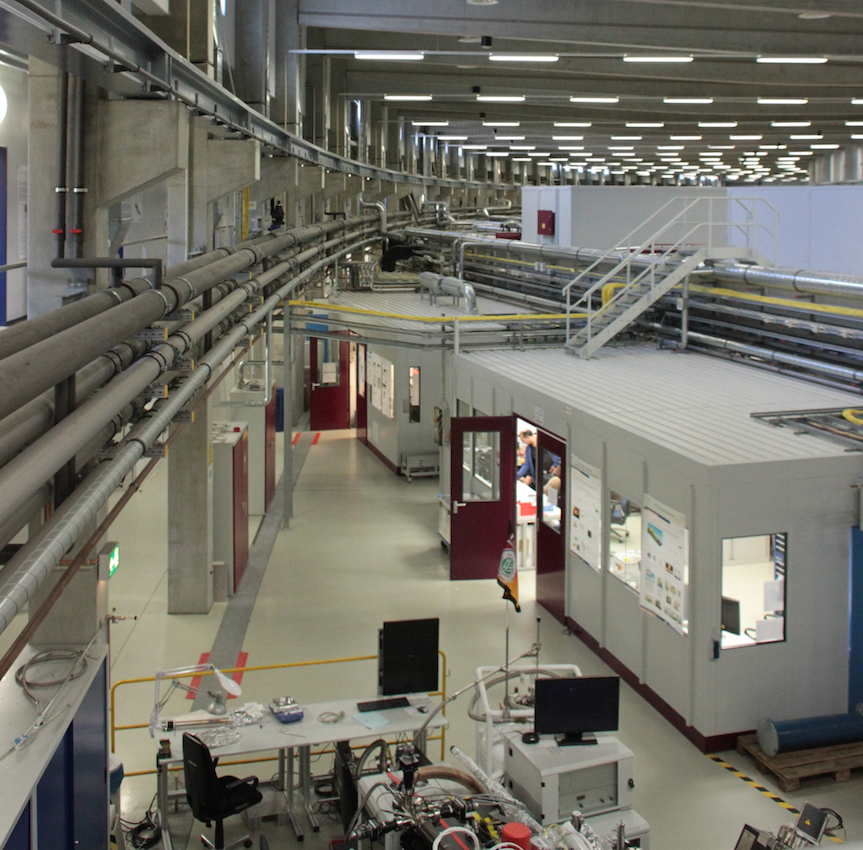
Vue de l'intérieur du hall "Max von Laue" de PETRA III sur le campus de DESY à Hamburg.

PETRA III est la troisième incarnation de l’anneau de stockage PETRA, au service d’un programme d’utilisateurs réguliers en tant que l’une des sources de rayons X basées sur un anneau de stockage les plus brillantes au monde depuis 2009. L’accélérateur produit une énergie de particule de 6 GeV. Il y a actuellement trois salles d’expérimentation (nommées d’après divers scientifiques célèbres). La plus grande, nommée salle Max von Laue, a un sol en béton de plus de 300 m de long qui a été coulé d’une seule pièce afin de limiter les vibrations. PETRA III fournit des faisceaux de rayons X durs de très haute brillance à plus de 40 stations expérimentales.